# 110 mètres haies aux Jeux olympiques d'été de 2004
Navigation
Sydney 2000 Pékin 2008
L'épreuve du 110 mètres haies aux Jeux olympiques de 2004 s'est déroulée du 24 au 27 août 2004 au Stade olympique d'Athènes, en Grèce. Elle est remportée par le Chinois Liu Xiang qui égale le record du monde du Britannique Colin Jackson en 12 s 91.

## Résultats

### Finale
Vent: 0,3 m/s
| Rang               | Couloir | Athlète            | Pays       | Temps   | Note |
| ------------------ | ------- | ------------------ | ---------- | ------- | ---- |
| Médaille d'or      | 4       | Liu Xiang          | Chine      | 12 s 91 | =WR  |
| Médaille d'argent  | 6       | Terrence Trammell  | États-Unis | 13 s 18 |      |
| Médaille de bronze | 7       | Anier García       | Cuba       | 13 s 20 | SB   |
| 4                  | 5       | Maurice Wignall    | Jamaïque   | 13 s 21 |      |
| 5                  | 2       | Staņislavs Olijars | Lettonie   | 13 s 21 |      |
| 6                  | 1       | Charles Allen      | Canada     | 13 s 48 |      |
| 7                  | 8       | Mateus Inocêncio   | Brésil     | 13 s 49 |      |
| 8                  | 3       | Ladji Doucouré     | France     | 13 s 76 |      |

### Demi-finales
Les quatre premiers de chaque demi-finale se qualifient pour la finale
Demi-finale 1
Vent: − 0,1 m/s
| Rang | Couloir | Athlète            | Pays       | Temps | Note  |
| ---- | ------- | ------------------ | ---------- | ----- | ----- |
| 1    | 7       | Maurice Wignall    | Jamaïque   | 13.17 | Q, NR |
| 2    | 4       | Liu Xiang          | Chine      | 13.18 | Q     |
| 3    | 6       | Staņislavs Olijars | Lettonie   | 13.20 | Q, SB |
| 4    | 3       | Charles Allen      | Canada     | 13.23 | Q, PB |
| 5    | 8       | Duane Ross         | États-Unis | 13.30 |       |
| 6    | 5       | Yoel Hernández     | Cuba       | 13.37 |       |
| 7    | 1       | Robert Kronberg    | Suède      | 13.42 |       |
| 8    | 2       | Chris Pinnock      | Jamaïque   | 13.57 |       |

Demi-finale 2
Vent: 0,0 m/s
| Rang | Couloir | Athlète           | Pays       | Temps | Note  |
| ---- | ------- | ----------------- | ---------- | ----- | ----- |
| 1    | 5       | Ladji Doucouré    | France     | 13.06 | Q, NR |
| 2    | 2       | Terrence Trammell | États-Unis | 13.17 | Q     |
| 3    | 6       | Anier García      | Cuba       | 13.30 | Q     |
| 4    | 3       | Matheus Inocêncio | Brésil     | 13.34 | Q     |
| 5    | 4       | Dudley Dorival    | Haïti      | 13.39 | =SB   |
| 6    | 7       | Richard Phillips  | Jamaïque   | 13.47 |       |
| 7    | 8       | Felipe Vivancos   | Espagne    | 13.52 |       |
|      | 1       | Yuniel Hernández  | Cuba       |       | DNS   |

## Légende
Records et Performances
- AR : Record continental (area record)
- CR : Record des championnats (championship record)
- MR : Record du meeting (meet record)
- NR : Record national (national record)
- OR : Record olympique (olympic record)
- PR : Record paralympique (paralympic record)
- PB : Record personnel (personal best)
- SB : Meilleure performance personnelle de la saison (season's best)
- WL : Meilleure performance mondiale de l'année (world leader)
- WJR : Record du monde junior (world junior record)
- WR : Record du monde (world record)

Circonstances et Conditions
- DNF : N'a pas terminé (did not finish)
- DNS : N'a pas pris le départ (did not start)
- DQ : Disqualification (disqualification)
- NM : Aucun essai valable enregistré (No Mark)
- Q : Qualifié « directement » au prochain tour (ou à la prochaine compétition), lors d'une compétition majeure, grâce au classement ou à la réalisation des minima (automatic qualifier)
- q : Qualifié au prochain tour (ou à la prochaine compétition), lors d'une compétition majeure, grâce au repêchage ou à la réalisation de l'une des meilleures performances parmi celles des « non qualifiés directement » (grâce au meilleur temps ou à la meilleure distance par exemple) (secondary qualifier)